# واکر زیمرمن
والکر زیمرمن (انگلیسی: Walker Zimmerman؛ زادهٔ ۱۹ مهٔ ۱۹۹۳) بازیکن فوتبال اهل ایالات متحده آمریکا است.
از باشگاه‌هایی که در آن بازی کرده‌است می‌توان به باشگاه فوتبال لس آنجلس و اف‌سی دالاس اشاره کرد.
وی همچنین در تیم ملی فوتبال ایالات متحده آمریکا بازی کرده‌است.